# Lin Bjao
Lin Bjao (kitajsko 林彪; pinjin: Lin Biao), kitajski general in politik, * 5. december 1907, Huangang, Dinastija Čing, † 13. september 1971, Öndörkhaan, Mongolska ljudska republika.
Po drugi svetovni vojni je bil ključen za zmago komunistov v kitajski državljanski vojni. Užival je veliko zaupanje Mao Cetunga, ki ga je imenoval za enega najvplivnejših maršalov v vojaškem vrhu Ljudske republike Kitajske. Zasedal je tudi več visokih političnih položajev - bil je minister za obrambo Ljudske republike Kitajske (1959-71) in prvi podpredsednik Vlade Ljudske republike Kitajske, vendar se je aktivni udeležbi v politiki izogibal.
Kot obrambni minister je s propagandnimi kampanjami v začetku 1960. let postavil temelje za Maov kult osebnosti in je bil v javnosti najbolj goreč zagovornik njegovih načrtov. Med kulturno revolucijo je bil imenovan za Maovega naslednika, vendar je ta kmalu postal nezaupljiv, saj je po njegovem mnenju Lin Bjao postal preveč vpliven. Leta 1970 je prišlo med njima do razkola. Lin Bjao je skupaj z družino umrl jeseni naslednje leto, ko je v Mongoliji strmoglavilo letalo, s katerim so potovali. Po uradni kitajski razlagi se je to zgodilo med poskusom prebega v Sovjetsko zvezo po neuspešnem poskusu atentata na Maa, vendar natančne okoliščine dogodka javnosti niso znane. V roku nekaj tednov so bili v čistkah odstranjeni vsi Lin Bjaovi podporniki na vidnejših položajih.
V 1980. letih ga je vrh kitajske politike pod vodstvom Deng Šjaopinga, ki se je distanciral od Maovega početja, razglasil za enega glavnih krivcev za ekscese med kulturno revolucijo.